# Castellfollit de Riubregós
Pour les articles homonymes, voir Castellfollit.
Castellfollit de Riubregós est une commune de la province de Barcelone, en Catalogne, en Espagne, de la comarque d'Anoia